# Szijártóháza
Szijártóháza község Zala vármegye délnyugati részén, a Lenti járásban, a szlovén határ mellett. Igazgatási szempontból a rédicsi körjegyzőséghez tartozik. Lakossága kevesebb, mint 50 fő, lakónépesség tekintetében Magyarország huszadik legkisebb települése.

## Fekvése
Szíjártóháza Zala vármegye délnyugati részén a Lenti járásban található. Néprajzi szempontból a Göcsejjel határos Hetés területéhez tartozik. Területe elsősorban sík vidék, melyek kisebb lankás kiemelkedések tarkítanak. A legközelebbi város a járási székhely, Lenti.
A szomszédos települések a határ magyar oldalán: északkelet felől Zalaszombatfa, délkelet felől Rédics, nyugat felől pedig Gáborjánháza; északon egy-egy rövid szakaszon határos még Bödeházával és Resznekkel is. Déli határa a szlovén-magyar államhatár egy szakaszát képezi.

### Megközelítése
Csak közúton érhető el, a 86-os és a 75-ös főutak Rédics nyugati szélénél lévő csomópontjában nyugat felé letérve, alsóbbrendű mellékutakon; az ország távolabbi részei felől ezek a főutak tekinthetők a legfontosabb közúti megközelítési útvonalainak. A határ szlovén oldalán a közelében halad el az A5-ös autópálya is.
Vasútvonal nem érinti; a legközelebbi vasúti csatlakozási lehetőséget a Zalaegerszeg–Rédics-vasútvonal Rédics vasútállomása kínálja, mintegy 4 kilométerre keletre.

## Története
Szijártóháza nevét 1335-ben említették először az oklevelek Zyhaza változatban. 1598-ban nevét Zy Jarthoha néven írták, a falu ekkor 8 házból állt, 1662-ben Possessio Szigyartohaza alakban volt ismert és 10 jobbágycsalád élt itt, melyből és 3 házas és 1 házatlan zsellér volt. Az 1750. évi összeíráskor a feljegyzett családok száma 24 volt, ekkor 2 kézművest is feljegyeztek. Az 1869-ben végzett összeíráskor 136 lakosa volt, a lakóházak száma pedig 15 volt. 1880-ban 156 lakosa 23 lakóházban élt.
Az 1960-as népszámlálási adatok 166 lakost és 45 lakóházat jegyeztek fel.
A 2001 évi népszámláláskor pedig 29 lakóegységben 44 volt a lakosság száma.
A falu a halmaztelepülések jellegzetességeit viseli, házai a falu központja körül épültek. Terét a 19. században még kerített házak vették körül: a központi kis térből csillagszerűen öt irányba vezet utca, amelyből három rövid zsákutca nyílik.
A település központjában még ma is áll a régi szoknyásharang, amelyet 1991-ben újítottak fel, ekkor vezették be az elektromos harangozást is. A harangláb mellé 1993-ban az I. és II. világháborúban elesetteknek emlékművet is állítottak.
A településen nem működik polgárőrség.

## Közélete

### Polgármesterei
- 1990–1994: Végi József (független)[7]
- 1994–1998: Végi József (független)[8]
- 1998–2002: Végi József (független)[9]
- 2002–2006: Végi József (független)[10]
- 2006–2010: Végi József (független)[11]
- 2010–2014: Végi József (független)[12]
- 2014–2019: Bán Lajos (független)[13]
- 2019–2024: Bán Lajos (független)[14]
- 2024– : Sárvári Éva (független)[1]

A településen a 2024. június 9-i önkormányzati választás után, a polgármester-választás tekintetében nem lehetett eredményt hirdetni, mert szavazategyenlőség alakult ki a hivatalban lévő polgármester két független kihívója, Ivacska Szilárd és Sárvári Éva között. Az emiatt szükségessé vált időközi választást 2024. szeptember 8-án tartották meg: ezen Sárvári Éva és egy másik, azonos családnevű hölgy indult el és a párharc az előbbi jelölt javára dőlt el.

## Gazdasága
Szijártóháza a Lenti "Szabadság" Vadásztársasághoz tartozik a vadászati jogok terén.

## Népesség
A település népességének változása:
| Lakosok száma | 28   | 30   | 28   | 33   | 34   | 42   | 45   |
|               | 2013 | 2014 | 2015 | 2021 | 2022 | 2023 | 2024 |

A 2011-es népszámlálás idején a nemzetiségi megoszlás a következő volt: magyar 92,6%. A lakosok 53,3%-a római katolikusnak, 13,3% reformátusnak vallotta magát (20% nem nyilatkozott).
2022-ben a lakosság 70,6%-a vallotta magát magyarnak, 8,8% németnek, 2,9% szlováknak, 8,8% bolgárnak, 8,8% egyéb, nem hazai nemzetiségűnek (14,6% nem nyilatkozott; a kettős identitások miatt a végösszeg nagyobb lehet 100%-nál). Vallásuk szerint 17,6% volt református, 14,7% római katolikus, 5,9% egyéb keresztény (61,8% nem válaszolt).

## Nevezetességei
- Fa harangláb

## Külső hivatkozások
- Szijártóháza az utazom.com honlapján